# Karl Richard Schulz
Karl Richard Schulz (ur. 1903, zm. ?) – zbrodniarz nazistowski, członek załogi niemieckiego obozu koncentracyjnego Mauthausen-Gusen i SS-Unterscharführer.
Z zawodu urzędnik handlowy. Od 30 września 1940 do 15 stycznia 1945 pełnił służbę w obozie Mauthausen, między innymi jako członek obozowego gestapo (od czerwca 1941 do stycznia 1942). Został osądzony w procesie załogi Mauthausen-Gusen (US vs. Eduard Klerner i inni) i skazany na karę 5 lat pozbawienia wolności za bicie więźniów podczas przesłuchiwań. Oskarżony przyznał się do winy.